# Talamanca-Gelbschulterfledermaus

Verbreitungsgebiet der Talamanca-Gelbschulterfledermaus

Die Talamanca-Gelbschulterfledermaus (Sturnira mordax) ist ein in Mittelamerika verbreitetes Fledertier in der Unterfamilie der Fruchtvampire. Das ersten gefundenen Exemplare wurden anfänglich für ein Jungtier der Anthony-Gelbschulterfledermaus (Sturnira ludovici) gehalten. Zeitweilig zählte die Art zur heute nicht mehr gültigen Gattung Sturnirops. Der Artzusatz im wissenschaftlichen Namen ist aus dem lateinischen Wort mordicus (Beißen) gebildet.

## Merkmale
Mit einer Unterarmlänge von 46 bis 47 mm ist diese Fledermaus leicht größer als die Anthony-Gelbschulterfledermaus, die 43 bis 44 mm lange Unterarme hat. Typisch sind robuste und große obere Eckzähne und kleine molare Zähne im Oberkiefer. Pro Kieferhälfte gibt es 2 Schneidezähne, einen Eckzahn, 2 Prämolare und 3 Molare. Wie bei anderen Gattungsvertretern fehlt ein Schwanz. Das Typusexemplar hatte eine Gesamtlänge von 60 mm. Die meisten Individuen sind dagegen 70 bis 75 mm lang, mit 13 bis 15 mm langen Hinterfüßen und 15 bis 19 mm langen Ohren. Das rotbraune Fell der Talamanca-Gelbschulterfledermaus kann oberseits graue Tönungen aufweisen. Die einzelnen Haare haben ein helleres Band in der Mitte. Manche Männchen besitzen rote Flecken auf den Schultern. Es sind gut behaarte Unterarme vorhanden und auf den Füßen befinden sich wenige Haare. Je nach Population liegt das Gewicht zwischen 20 und 31 g. Das Nasenblatt besteht aus einer runden Scheibe und einem spitzen Aufsatz. Kleine warzenartige Auswüchse auf der Unterlippe umgeben halbkreisförmig einen größeren Auswuchs. Der diploide Chromosomensatz besteht aus 30 Chromosomen (2n=30).

## Verbreitung
Die Art bewohnt das zentrale Costa Rica und das westliche Panama, vor allem im Gebirgszug Cordillera de Talamanca. Die Exemplare sind zwischen 100 und 3000 Meter Höhe zu finden. Sie halten sich in tropischen Regenwäldern und in feuchten Bergwäldern mit laubabwerfenden Bäumen auf.

## Lebensweise
Als Nahrung dienen vor allem Früchte der Gattungen Centropogon, Flamingoblumen, Ameisenbäume und Bananen, die mit Pollen und Nektar sowie gelegentlich mit Insekten komplettiert werden. Die nachtaktiven Tiere ruhen an bisher unbekannten Plätzen. Trächtige Weibchen aus den Monaten Februar, April und August lassen vermuten, dass es mehrere Paarungszeiten gibt. Ein Weibchen war mit einem Embryo trächtig.

## Gefährdung
Möglicherweise beeinflusst die Erderwärmung die Struktur der bewohnten Wälder. Andere Bedrohungen sind nicht bekannt. Die Talamanca-Gelbschulterfledermaus gilt laut IUCN als nicht gefährdet (least concern).